# 세계도
 

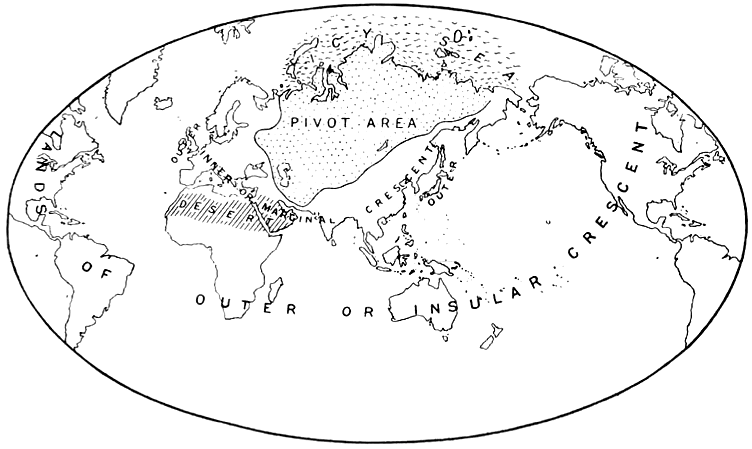
매킨더의 지도

세계도(世界島, World Island)는, 아프로·유라시아 대륙(유라시아 대륙과 아프리카 대륙)의 본체로, 주변의 섬들(특히 그레이트브리튼섬(영국), 일본 열도(일본) 등)은 포함하지 않는다. 세계본도(世界本島)라고도 한다. 제1차 세계 대전 후의 영국의 지정학자 핼퍼드 매킨더가 사용한 조어이다.

## 매킨더의 지적
영국이 세계 대전에서 이긴 것을 본 매킨더는, 자신이 상상하는 육해에서의 실효 지배를 염두에 둔 이후의 영국이 잡아야 할 당시의 세계의 인식의 범위를 상정했다. 전쟁의 형상이, 그때까지의 해양에서의 세계 지배에서 육상전으로 옮겨지고, 또 물자의 수송 수단(주로 철도)이 발달한 것으로, 전쟁 결과를 좌우하는 것은 육상전이 가장 중요하다고 생각되었기 때문이다(랜드 파워). 지배 국가의 잠재적, 표면적인 능혁은 보유하는 육지와 그 이용 가치에서 결정된다고 하고, 세계 지도를 하트랜드, 세계도 등으로 단계적으로 정의했다. 이 때문에 반도나 섬 등 육상전이 불리할 수 있는 장소에서 국가는 대륙을 얼마나 보유하고 있는 가를 중요시했다.
영국을 중심으로 한 해군 대국(해양 국가)이 육군 대국(대륙 국가)인 독일이나 소련 등의 세계도 지배로 향한 세력 확대를 저지해야 한다고 주장했다. 특히, 세계도의 심장부를 의미하는 하트랜드를 점령하는 열강은, 본래 팽창 지향을 가지고 있다고 지적하고 있다.
당시는, 후에 대전의 중요한 전력으로 되는 공전력을 상정하고 있지 않고, 매킨더의 주장은 서서히 받아들여지지 않게 되었으나, 지정학에서의 시점으로 현대에도 영향을 주었다.

## 같이 보기
- 지정학
- 지정학
- 대륙 국가
- 해양 국가
- 하트랜드